# Chang Si
Pour les articles homonymes, voir Chang.
Dans ce nom chinois, le nom de famille, Chang, précède le nom personnel.
Chang Si, née le 15 novembre 1986 à Pékin, est une nageuse synchronisée chinoise.

## Carrière
Chang Si est médaillée d'argent par équipes aux Jeux olympiques d'été de 2012 avec Huang Xuechen, Chen Xiaojun, Liu Ou, Jiang Tingting, Jiang Wenwen, Luo Xi, Wu Yiwen et Sun Wenyan.